# Pachycondyla atrata
Pachycondyla atrata (Karavaiev, 1925) è una formica della sottofamiglia Ponerinae.

## Descrizione

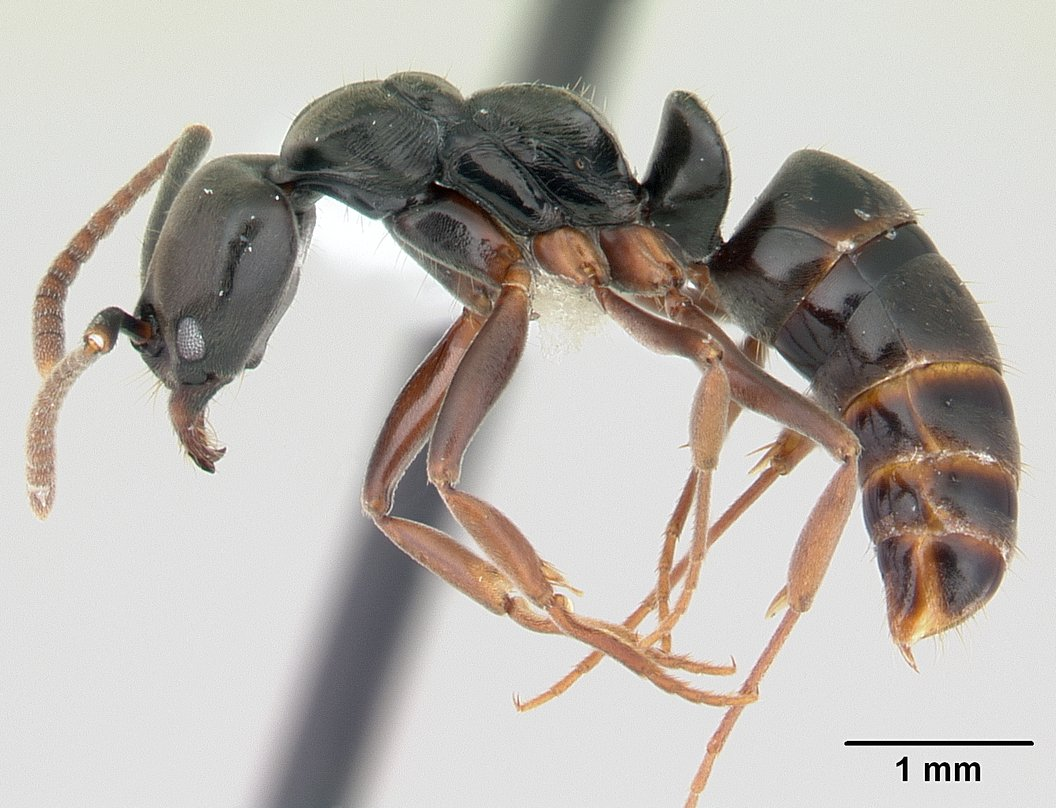
Visione laterale
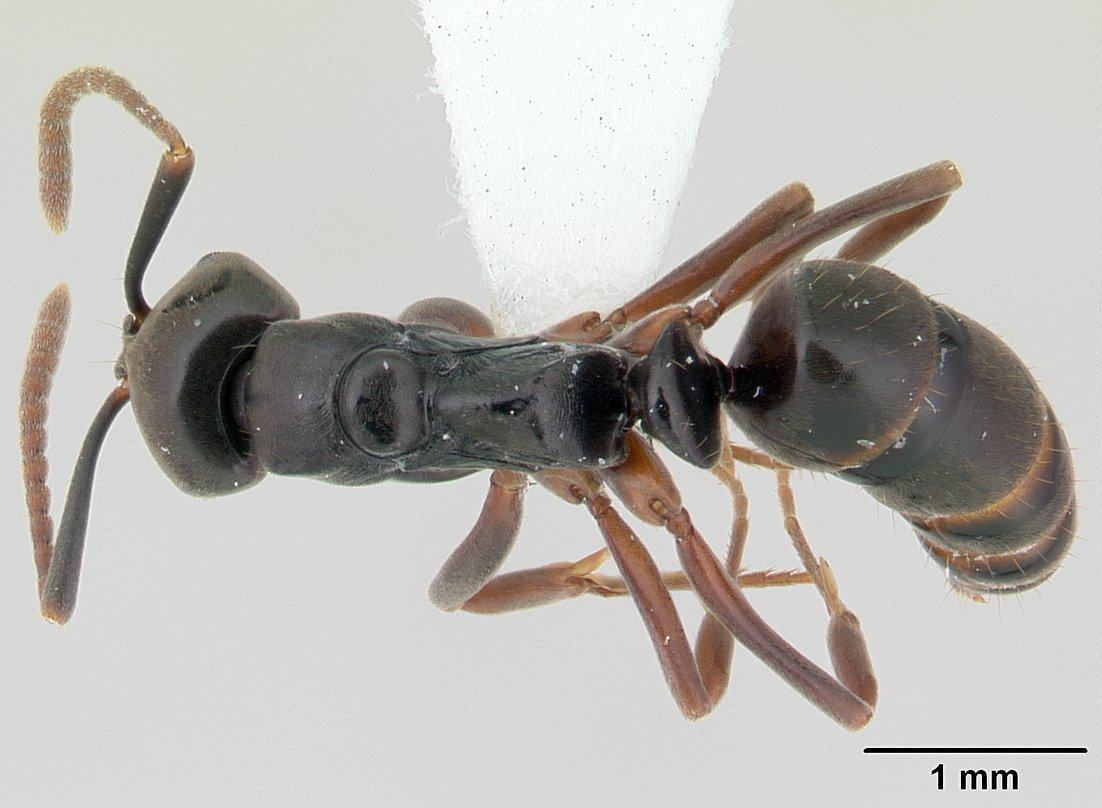
Visione dorsale
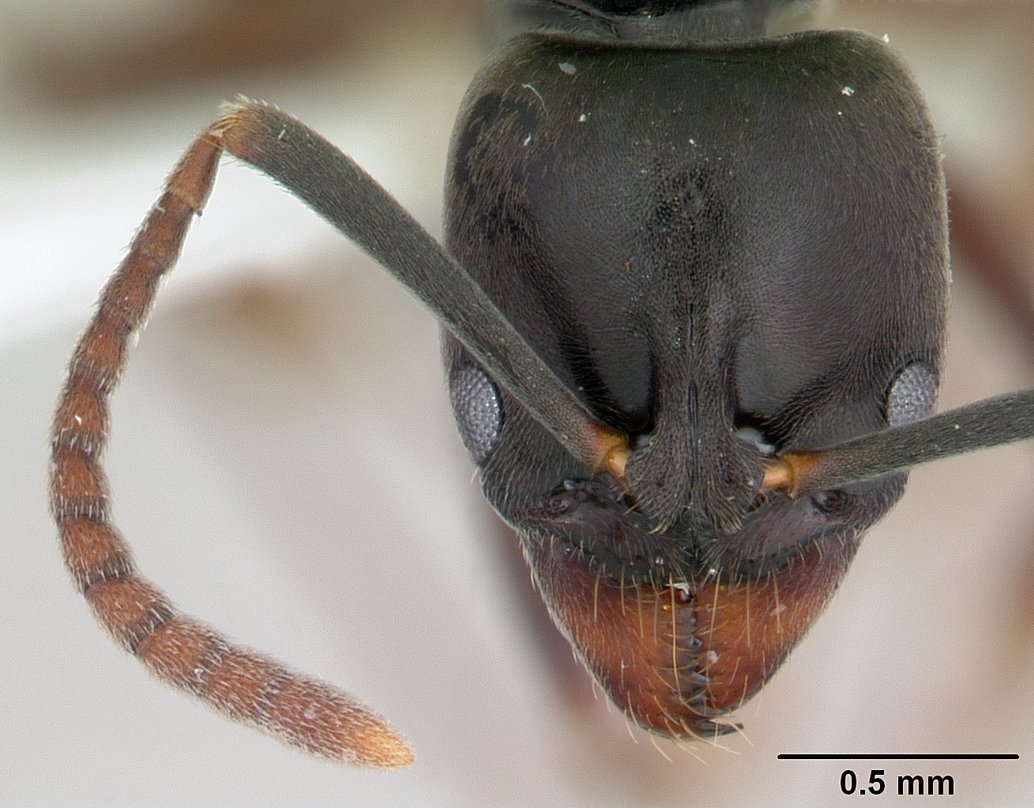
Testa

## Distribuzione e habitat
La specie è presente in Indonesia e in Micronesia (Stati Federati di Micronesia).